# Gary Gaignon
Gary Gaignon, né en 1954 à Saguenay, dans l'arrondissement de Jonquière, est un écrivain pionnier du Web littéraire de langue française, avec la parution de la sotie poétique « Le Poète éléphant ».
Elle fut remarquée bientôt par le journal montréalais Le Devoir dans lequel Benoît Munger tenait alors la chronique internautique «Pl@nète», soit pour la première fois dans un article datant de 1995-10-02, qui est désormais accessible à tous en ligne dans les collections numériques de Bibliothèque et Archives nationales du Québec (BAnQ).
Webmestre éditorial de formation, il compta donc chez Éditel (editel.com), le fameux site collectif qui lança alors (17 avril 1995), l'édition en ligne francophone, parmi les quelques pionniers de la chose littéraire sur le Web, et cela, à leurs risques et périls auprès des éditeurs traditionnels, sans doute.
Il enchaîne en 1996 et 1997 avec les poèmes de « Divers d'hiver » et le recueil de brefs essais « Sur le Web », des œuvres au long cours perpétuel : elles continuent de paraître au fur et à mesure, jusqu’en 2006, sur son blogue d'auteur amicalement rebelle, avant d'être publiées en version papier, enfin.
Fait à noter, tous ces livres numériques qui ont largement circulé sous le manteau de l'Internet, demeurent encore inédits dans le monde de l'édition papier classique. Pour prix de leur initiative hautement symbolique, somme toute, seront-ils à jamais condamnés à y moisir dans les limbes ? La question reste bonne pour bon nombre d'auteurs de talent que le Web littéraire aura « virtuellement » révélés au grand public.

## Œuvres
- 2007 : Sur le Web, essais, 352 p., P.F. Gagnon, Longueuil, Québec,  (ISBN 9782980959127).
- 2006 : Le Poète éléphant, sotie poétique, 196 p., P.F. Gagnon, Longueuil, Québec,  (ISBN 2980959103).
- 2006 : Divers d'hiver, poésie, 136 p., P.F. Gagnon, Longueuil, Québec,  (ISBN 2980959111).